# Kozilo
Kozilo (izvirno srbsko Козило) je naselje v Srbiji, ki upravno spada pod Občino Vlasotince; slednja pa je del Jablaniškega upravnega okraja.

## Demografija
V naselju živi 8 polnoletnih prebivalcev, pri čemer je njihova povprečna starost 59,1 let (55,1 pri moških in 65,8 pri ženskah). Naselje ima 4 gospodinjstev, pri čemer je povprečno število članov na gospodinjstvo 2,00.
To naselje je, glede na rezultate popisa iz leta 2002, večinoma srbsko.
|  |

| Demografija | Demografija     | Demografija     |
| Leto        | Št. prebivalcev | Št. prebivalcev |
| ----------- | --------------- | --------------- |
|             |                 |                 |
|             |                 |                 |
|             |                 |                 |
|             |                 |                 |
| 1948        | 203             |                 |
| 1953        | 220             |                 |
| 1961        | 215             |                 |
| 1971        | 126             |                 |
| 1981        | 62              |                 |
| 1991        | 27              | 27              |
| 2002        | 8               | 8               |
|             |                 |                 |

| Etnična sestava po popisu iz leta 2002 | Etnična sestava po popisu iz leta 2002 | Etnična sestava po popisu iz leta 2002 | Etnična sestava po popisu iz leta 2002 | Etnična sestava po popisu iz leta 2002 |
| -------------------------------------- | -------------------------------------- | -------------------------------------- | -------------------------------------- | -------------------------------------- |
| Srbi                                   | Srbi                                   |                                        | 7                                      | 87,5%                                  |
| Neznano                                | Neznano                                |                                        | 0                                      | 0,0%                                   |